# Свердлов, Денис Львович
Дени́с Льво́вич Свердло́в (род. 5 июня 1978, пос. Агара, Грузия) — предприниматель, миллиардер. Основатель и генеральный директор инвестиционного фонда Kinetik (ноябрь 2013 – настоящее время), основатель Arrival и генеральный директор (январь 2015 – ноябрь 2022), основатель Roborace и генеральный директор (ноябрь 2015 – сентябрь 2017), генеральный директор Yota Group (2007—2012), заместитель министра связи и массовых коммуникаций России (2012—2013). 
В настоящее время живёт и ведёт бизнес в Великобритании.

## Образование и карьера
В детстве переехал с семьей в Санкт-Петербург, где поступил в частную бизнес-школу "Взмах". Среди экзаменов были бизнес-игры, психологическое тестирование и проверка IQ.
В 1995 году поступил в Санкт-Петербургский государственный инженерно-экономический университет на факультет экономики и финансов. С первого курса устроился работать системным администратором на завод "Метиз".
В 2000 году получил диплом и основал первый бизнес — IT-интегратор IT Vision, участвовавший в создании и установке программного обеспечения для компаний, занимавшихся финансами, логистикой, цепями поставок и производством. Одним из первых клиентов IT Vision стал Сергей Адоньев, будущий партнер Свердлова.
В 2003 году Денис Свердлов продает IT Vision компании «Корус Консалтинг», а сам в процессе слияния входит в совет директоров и занимает в новой структуре пост директора по продажам. "Корус" под управлением Свердлова сотрудничает с Oracle, Microsoft, Manhattan Associates внедряет решения для автоматизации бизнес-процессов в ЦУМе, METRO и множестве других компаний.
В 2007 году предприниматель уходит из "Коруса" и создает с Адоньевым и Альбертом Авдоляном ООО «Скартел» (Yota), в которой Свердлов занимает должность генерального директора. Компания должна была предоставлять услуги быстрого интернет-соединения по технологии WiMAX и для этого купила права на радиочастоты в диапазоне 2,5—2,7 ГГц и создала инфраструктуру. В качестве партнера привлекли корпорацию "Ростехнологии", которой отдали 25,1% ООО "Скартел", которая помогла получить нужные частоты и предоставила $300 млн для построения сети.
Уже в 2009 году Yota начала работать и меньше чем за полгода вышла на окупаемость, а затем продолжила развитие. Но в 2012 году Свердлов уходит из компании на пост заместителя министра связи по приглашению Николая Никифорова, которого назначили министром связи и массовых коммуникаций. 
На своем посту Денис Свердлов поддерживал и продвигал ряд инициатив, главной из которых было введение принципа переносимости мобильного номера или, другими словами, право абонента менять оператора, сохраняя номер. Другим важным проектом была отмена национального роуминга. 
В августе 2013 года Свердлов подал в отставку для соблюдения новых требований закона "О государственной службе" и закона о противодействии коррупции, запрещающих госслужащим иметь счета и активы за границей. Его супруга владела домом во Франции, а сам Свердлов имел вид на жительство за границей. После отставки он остался в министерстве на должности советника министра, но в том же году окончательно покинул министерство по собственной инициативе. 
Также в 2013 году он продал свою долю в Yota, когда оператор связи «Мегафон» купил 100% акций ООО "Скартел" за $1,18 млрд. Какую часть суммы получил Свердлов — неизвестно.
В 2014 году предприниматель создал в Люксембург венчурный фонд Kinetik, чтобы финансировать технологические стартапы. Капитал фонда составил $500 млн. 
Свердлов вложился в три проекта: британскую компанию Charge, производившую гибридные силовые установки для электромобилей, Tatakoto, разрабатывающую решения для сбора анализов у пользователей интернета, и Roborace Ltd., которая занималась созданием беспилотных гоночных автомобилей и промоутированием их гонок. 
Charge, в которую предприниматель вложил 26 млн долларов, позже стала Arrival — разработчиком и производителем коммерческого электротранспорта, а также фабрик для их производства.
Концепция Arrival — создание сети микрофабрик стоимостью в $50 млн без дорогих штамповочных прессов, покрасочных и сварочных цехов и сборочных линий, которые смогут выпускать по 10 000 фургонов или 1000 автобусов. При этом электромобили выпускаются на основе общей платформы с шасси, двигателем и аккумулятором, с использованием клея вместо сварки и широкого применения композитных материалов.
В 2020 году BlackRock Innovation Capital инвестировал в Arrival $118 млн, а Hyundai Motor Company — €100 млн. DHL, UPS и Королевская почта Великобритании участвовали в тестировании электрофургонов, а UPS, которая является миноритарным акционером Arrival, сделала заказ на 10 000 фургонов. Компания оценивалась в $3,5 млрд и фактически стала "единорогом", хотя и не признанным официально.
В 2021 году Arrival вышла на биржу в обход IPO, использовав процедуру SPAC — слияние с компанией, имеющей листинг на Nasdaq, но без реального бизнеса. В качестве объекта для слияния использовали компанию CIIG Merger Corp.
После выхода на биржу Arrival оценили приблизительно в $13,6-13,8 млрд, и это был крупнейший листинг в истории британских стартапов. Состояние Дениса Свердлова составило $10,6 млрд в рейтинге богатейших бизнесменов России по версии Forbes или £6,2 млрд в рейтинге миллиардеров Великобритании по версии Sunday Times.
В 2022 году убытки Arrival возросли, компания так и не начала выпуск продукции. Котировки акций упали в начале 2022 года в 4 раза, с $16 до $4, а к осени этого года ни стоили меньше $1. В связи с этим биржа Nasdaq предупредила Arrival о несоответствии её ценных бумаг правилам биржи и возможном делистинге. Компания провела обратный сплит акций в пропорции 1:50 и осталась на бирже. Однако Arrival также пришлось снизить план по выпуску электрофургонов с 400 до 20 единиц, полностью отложить производство электробусов и электромобилей, перейти на режим работы "один завод, одна смена, один продукт" и сократить на 30% штат и затраты.
В результате, в США было подано три коллективных иска против Дениса Свердлова и Arrival: истцы обвиняют руководство компании в обмане инвесторов. Один иск уже отозван, разбирательства по двум другим продолжаются. 
В конце 2022 г. совет директоров Arrival выразил сомнение в том, что компания сможет продолжать деятельность, а штат компании был сокращен вдвое. Денис Свердлов покинул пост генерального директора и стал председателем совета директоров компании. Также предприниматель планировал продать 40 млн акций (10% своей доли в компании), чтобы избежать дефицита средств. Состояние Свердлова в ноябре 2022 года снизилось до $195 млн.
В марте 2023 года Arrival смогли привлечь $300 млн инвестиций от компании Westwood Capital, а в апреле этого же года компания объявила о том, что достигла соглашения по второй процедуре SPAC с компанией Kensington Capital Acquisition Corp., чтобы избежать банкротства.

## Достижения
В 2009 году под руководством Дениса Свердлова компания Yota за первые пять месяцев коммерческой эксплуатации вышла на операционную прибыль.
В 2011 году Свердлов вошёл в рейтинг самых молодых успешных предпринимателей в рейтинге журнала Global Telecoms Business.
В 2021 году компанию Дениса Свердлова Arrival при выходе на биржу оценили приблизительно в $13,6-13,8 млрд, что стало крупнейшим листингом в истории британских стартапов

## Состояние
В 2021 году Денис Свердлов впервые попал в рейтинг 200 богатейших бизнесменов России, заняв в нём 17-е место с состоянием, оценённым в 10,6 млрд долларов. 
В рейтинге миллиардеров российского Forbes от 2022 года занял 65 место с оценкой состояния в 1,4 млрд долларов.
К ноябрю 2022 года состояние Дениса Свердлова составило $195 млн.

## Семья
Женат, воспитывает двух дочерей и сына.